# François Andreossy
François Andréossy (Parigi, 1633 – Castelnaudary, 1688) è stato un ingegnere francese.
La sua famiglia era originaria della Repubblica di Lucca.
Nel 1660, si recò in Italia per studiare in particolare i canali e le serrature (i cui primi progetti sono attribuiti a Leonardo da Vinci), acquisendo un'esperienza che sarà decisiva per la sua professione. Durante questo viaggio, fu anche insignito della carica di senatore della Repubblica di Lucca con un'attestazione, datata 11 ottobre 1660, della sua nobiltà e di quella dei suoi antenati lucchesi.
Tornato in Francia, fu assistente di Pierre-Paul Riquet nella costruzione del Canal du Midi, diventandone direttore dopo la morte di Riquet.
In seguito aprì varie controversie sull'ideazione del canale, che riteneva esclusivamente sua.